# Heilig Kreuz (Wildbad Kreuth)

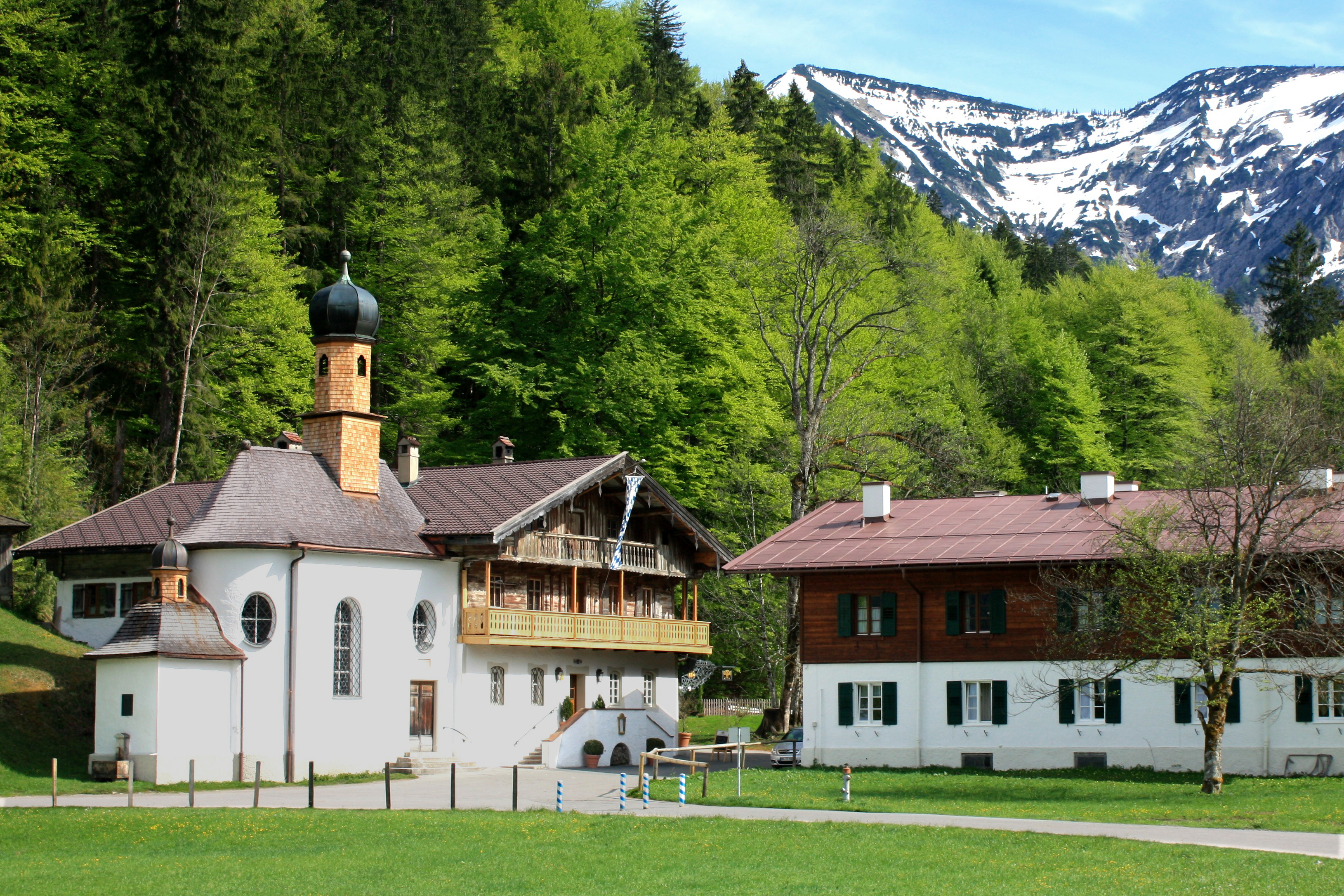
Heilig Kreuz in Wildbad Kreuth

Die römisch-katholische Kapelle Heilig Kreuz steht in Wildbad Kreuth, einem Gemeindeteil von Kreuth im oberbayerischen Landkreis Miesbach. Sie ist eins der Baudenkmale in Kreuth und in der Bayerischen Denkmalliste unter der Nummer D-1-82-124-37 eingetragen. Die im Privatbesitz des Herzoglichen Hauses in Bayern befindliche Kapelle gehört zum Dekanat Miesbach im Erzbistum München und Freising.

## Beschreibung
Die 1696 erbaute barocke Kapelle besteht aus dem Langhaus und dem halbrund geschlossenen Chor im Norden, an den die Sakristei angebaut ist. Mit dem südlich angeschlossenen sogenannten alten Badehaus ist sie ein Teil des Bauensembles von Wildbad Kreuth. Auf dem Satteldach der Kapelle erhebt sich ein quadratischer Dachreiter mit Zwiebelhaube, in dessen achteckigem Obergeschoss der Glockenstuhl mit zwei Glocken steht.